# Mayday (canción de Three Days Grace)
«Mayday» es una canción grabada por la banda de rock canadiense Three Days Grace. Fue lanzado el 22 de noviembre de 2024 a través de RCA Records como el sencillo principal de su próximo octavo álbum de estudio Alienation (2025). Es la primera grabación desde Transit of Venus (2012) en la que Adam Gontier es el vocalista, quien regresó al grupo en octubre de 2024.

## Antecedentes
El 2 de octubre de 2024, la banda reveló a través de las redes sociales que estaban en el estudio con Adam Gontier insinuando la posibilidad de que estuvieran preparando nueva música. Al día siguiente, anunciaron oficialmente que Gontier había regresado a la banda a tiempo completo, y Matt Walst también seguiría siendo vocalista principal, lo que los convertiría en una banda de dos voces. El 18 de noviembre, el grupo adelantó un nuevo sencillo publicando un clip en las redes sociales con la leyenda "Nuestra hora de llegada es el viernes 22 de noviembre". El 20 de noviembre, la banda anunció el lanzamiento de un nuevo sencillo, titulado "Mayday", que saldrá el 22 de noviembre de 2024.
La canción trata sobre "el estado actual del mundo" de desilusión, agotamiento y negación, y la negativa a aceptar la derrota al seguir avanzando. Matt Walst dijo sobre la inspiración de la canción: "A veces la vida es turbulenta, pero más allá de las nubes hay cielos azules. Así que sigue adelante".

## Composición
"Mayday" fue escrita por Adam Gontier, Matt Walst, Brad Walst, Barry Stock, Neil Sanderson, Ted Bruner y Zakk Cervini. La canción fue producida por Sanderson, Cervini, Dan Lancaster y Howard Benson.
La línea de bajo inicial recuerda a su sencillo de 2006, "Animal I Have Become", de su segundo álbum de estudio One-X (2006), con la voz a gritos de Walst al principio de la canción. La canción se describe como rock alternativo con un estribillo melódico, antes de desembocar en un quiebre más intenso durante el puente.

## Video musical
El video musical de "Mayday" se estrenó el 22 de noviembre de 2024. La premisa del video es el grupo en un avión y, a mitad del video, estalla el caos después de que vuelan a través de una tormenta eléctrica, lo que causa fuertes turbulencias y pánico. En una entrevista con WRIF, el baterista Neil Sanderson habló sobre el concepto del video diciendo: "Así que, sí, hay un caos total en el avión. Y es una especie de analogía con sentir que vamos por la vida a toda velocidad, y a veces no parece que haya un piloto al mando. Pero también es un poco de celebración, como, 'Oye, si nos vamos a caer, nos vamos a caer todos juntos'".

## Posicionamiento en lista
| Lista (2024–25)                               | Mejor posición |
| --------------------------------------------- | -------------- |
| Canada Rock (Billboard)                       | 1              |
| Czech Republic Rock (IFPI)                    | 16             |
| Germany Airplay (TopHit)                      | 57             |
| Germany Alternative Singles (GfK)             | 1              |
| Italy Rock Airplay (FIMI)                     | 23             |
| New Zealand Hot Singles (RMNZ)                | 36             |
| US Digital Song Sales (Billboard)             | 25             |
| Estados Unidos (Hot Rock & Alternative Songs) | 20             |
| Estados Unidos (Rock Airplay)                 | 2              |

## Créditos
Three Days Grace
- Adam Gontier - Voz líder
- Matt Walst - Voz líder
- Barry Stock - Guitarra líder
- Brad Walst - Bajo
- Neil Sanderson - Batería